# Ich weiß es nicht
Ich weiß es nicht è un singolo del supergruppo tedesco/svedese Lindemann, pubblicato il 18 ottobre 2019 come secondo estratto dal secondo album in studio F & M.

## Video musicale
Il videoclip è stato creato e prodotto dalla Selam-X tramite una rete generativa avversaria dove vengono alternate immagini di esseri umani e macchine:
(I Lindemann in occasione della presentazione del video.)

## Tracce
Testi di Till Lindemann, musiche di Peter Tägtgren, eccetto dove indicato.
Download digitale
1. Ich weiß es nicht – 4:49

Download digitale – remix
1. Ich weiß es nicht (Ministry Remix) – 5:49

CD singolo
1. Ich weiß es nicht – 4:49
2. Ich weiß es nicht (Ministry Remix) – 5:49
3. Knebel – 3:50 (musica: Till Lindemann, Peter Tägtgren)

7"
- Lato A

1. Ich weiß es nicht – 4:49

- Lato B

1. Ich weiß es nicht (Ministry Remix) – 5:49

## Formazione
Gruppo
- Till Lindemann – voce, arrangiamento
- Peter Tägtgren – strumentazione, programmazione, arrangiamento

Altri musicisti
- Clemens Wijers – arrangiamenti orchestrali aggiuntivi

Produzione
- Peter Tägtgren – produzione, ingegneria del suono, registrazione, missaggio
- Jonas Kjellgren – registrazione della batteria
- Svante Forsbäck – mastering